# Johannes Henricus Brand
Pour les articles homonymes, voir Brand.
Johannes Henricus Brand (6 décembre 1823 au Cap - 14 juillet 1888 à Bloemfontein) est un chef d'État en Afrique du Sud, président de l'État libre d'Orange du 2 février 1864 à sa mort. 

## Biographie
Également appelé Jan Brand ou John Henry Brand, il est le fils de Christoffel Joseph Brand (1797-1875), speaker de l'assemblée législative du Cap, et de Catharina Fredrica Küchler. Il fait ses études au South African College puis à l'université de Leyde aux Pays-Bas. Diplômé en droit en Angleterre, il s'inscrit au barreau en 1849 puis revient en Afrique du Sud où, jusqu'en 1863, il est avocat auprès de la Cour suprême de la colonie du Cap. 
En 1851, Jan Brand épouse Johanna Sibella Zastron avec laquelle il a 8 fils et 3 filles.
En 1858, il devient professeur de droit au South African College. Gagné aux idées républicaines, il rejoint la république boer de l'État libre d'Orange de laquelle il est élu président en 1863. Il sera réélu à 4 reprises en 1869, 1874, 1879 et 1884.

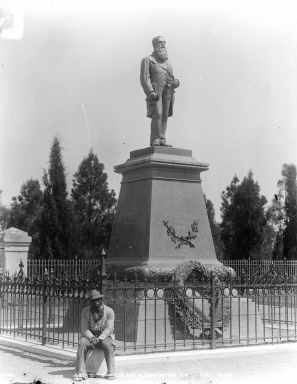
Statue du Président Brand à Bloemfontein.

En 1864, il tente, sans succès, de contenir les Basothos hors des frontières de l'État libre d'Orange. En 1865, la république boer entre en guerre contre les Basothos. Le conflit de frontière se termine avec la signature du traité de Thaba Bosigo le 3 avril 1866. Cependant, les hostilités reprennent qui se terminent par le traité d'Aliwal North, signé le 12 février 1869.
En 1871, Brand tente, sans succès, de s'opposer à l'annexion de la ville de Kimberley par les Britanniques. Il est cependant sollicité par de nombreux Boers pour prendre la présidence de la république sud-africaine du Transvaal afin de faciliter une union politique et institutionnelle entre les 2 républiques boers. Il décline l'offre, par méfiance d'une union motivée par l'hostilité des Boers à la Grande-Bretagne. Il veille à maintenir une stricte neutralité dans les conflits qui opposent le Transvaal à la Grande-Bretagne et, en 1882, reçoit le titre de Chevalier grand croix de l'Ordre de Saint-Michel et Saint-Georges. 
Profondément religieux et réputé pour son intégrité tant dans sa vie publique que privée, Johannes Brand est très populaire chez les Boers du Free State et parmi la communauté anglophone.

## Hommages
Brandfort est fondée en 1866 et baptisé en l'honneur de Johannes Henricus Brand. La ville de Ladybrand est baptisée en 1867 en l'honneur de Catharina Brand, la mère du président Brand.
L'artère principale du centre-ville de Bloemfontein porte le nom de "President Brand" sur laquelle sont situés les principaux édifices publics de la ville (Raadsaal, cour d'appel, siège de la présidence, hôtel de ville, cour suprême). C'est sur cette artère que se trouve sa statue, œuvre du sculpteur néerlandais Jan Willem Best (1860-1900), financée par souscription publique et érigée en 1893.